# Hannoveri Stadtbahn
Hannoveri Stadtbahn (német nyelven: Stadtbahn Hannover) Németország Hannover városában található Stadtbahn hálózat. Összesen 12 + 2 vonalból áll, a hálózat teljes hossza 123 km, Az állomások és megállók száma 197. Jelenlegi üzemeltetője a üstra.
A vágányok 1435 mm-es nyomtávolságúak, az áramellátás felsővezetékről történik, a feszültség 600 V egyenáram.  A forgalom 1975-ben indult el.
Érdekesség, hogy a város feleslegessé vált TW 6000 sorozatú stadtbahn kocsijai használtan Budapestre kerültek. Ezek a kocsik a Hannoveri, Teve és Banán beceneveket kapták.

## Útvonalak
| Vonal         | Járat   | Útvonal | Hossz   | Megállók | Menetidő csúcsidő (átlag) | Átlagsebesség | Átlagos megállótávolság |
| ------------- | ------- | --- | ------- | -------- | ------------------------- | ------------- | ----------------------- |
| B             | 1       | Langenhagen – Alter Flughafen – Büttnerstraße – Dragonerstraße – Hauptbahnhof – Kröpcke – Aegidientorplatz – Peiner Straße – Bothmerstraße – Laatzen/Birkenstraße – Laatzen/Zentrum – Laatzen – Rethen – Gleidingen – Heisede – Sarstedt                                             | 27,7 km | 44       | 64,5 min                  | 25,8 km/h     | 645 m                   |
| B             | 2       | Alte Heide – Vahrenheider Markt – Büttnerstraße – Dragonerstraße – Hauptbahnhof – Kröpcke – Aegidientorplatz – Peiner Straße – Bothmerstraße – Laatzen/Birkenstraße – Laatzen/aquaLaatzium – Laatzen/Ginsterweg – Rethen ab 21 Uhr bis Peiner Straße vereint mit Linie 8 (Y-Verkehr) | 19,1 km | 34       | 45 perc                   | 25,5 km/h     | 580 m                   |
| A             | 3       | Altwarmbüchen – Paracelsusweg – Noltemeyerbrücke – Vier Grenzen – Lister Platz – Hauptbahnhof – Kröpcke – Waterloo – Stadionbrücke – Bahnhof Linden/Fischerhof – Wallensteinstraße – Mühlenberger Markt – Wettbergen                                                                 | 18,4 km | 31       | 41 perc                   | 26,9 km/h     | 615 m                   |
| C             | 4       | Garbsen – Bahnhof Leinhausen – Herrenhäuser Gärten – Leibniz Universität – Königsworther Platz – Steintor – Kröpcke – Aegidientorplatz – Marienstraße – Kantplatz – Nackenberg – Bahnhof Karl-Wiechert-Allee – Misburger Straße – Medizinische Hochschule – Roderbruch               | 19,7 km | 33       | 44 perc                   | 26,9 km/h     | 615 m                   |
| C             | 5       | Stöcken – Bahnhof Leinhausen – Herrenhäuser Gärten – Leibniz Universität – Königsworther Platz – Steintor – Kröpcke – Aegidientorplatz – Marienstraße – Kantplatz – Nackenberg – Großer Hillen – Tiergarten – Anderten                                                               | 17,1 km | 29       | 40 perc                   | 25,7 km/h     | 610 m                   |
| C (és D-Süd)  | 6       | Nordhafen – Bahnhof Nordstadt – Christuskirche – Steintor – Kröpcke – Aegidientorplatz – Marienstraße – Kinderkrankenhaus auf der Bult – Brabeckstraße – Kronsberg – Messe/Ost (EXPO-Plaza)                                                                                          | 17,9 km | 30       | 39 min                    | 27,5 km/h     | 615 m                   |
| A             | 7       | Misburg – Paracelsusweg – Noltemeyerbrücke – Vier Grenzen – Lister Platz – Hauptbahnhof – Kröpcke – Waterloo – Stadionbrücke – Bahnhof Linden/Fischerhof – Wallensteinstraße – Mühlenberger Markt – Wettbergen im Nachtsternverkehr über Schwarzer Bär                               | 17,5 km | 30       | 39,5 min                  | 26,6 km/h     | 605 m                   |
| B             | 8       | (Dragonerstraße –) Hauptbahnhof – Kröpcke – Aegidientorplatz – Peiner Straße – Bothmerstraße – Am Mittelfelde – Messe/Nord ab 21 Uhr bis Peiner Straße vereint mit Linie 2 (Y-Verkehr), im Nachtsternverkehr Alte Heide – Messe/Nord                                                 | 8,6 km  | 13       | 17,5 perc                 | 29,5 km/h     | 715 m                   |
| A             | 9       | Fasanenkrug – Bothfeld – Noltemeyerbrücke – Vier Grenzen – Lister Platz – Hauptbahnhof – Kröpcke – Waterloo – Schwarzer Bär – Lindener Marktplatz – Am Soltekampe – Empelde | 16,2 km | 29       | 42 perc                   | 23,1 km/h     | 580 m                   |
| A (és D-West) | Halbe10 | Ahlem – Brunnenstraße – Leinaustraße – Am Küchengarten – Glocksee – Humboldtstraße – Waterloo – Kröpcke – Hauptbahnhof Nachtsternverkehr | 7,5 km  | 14       | 20 min                    | 22,5 km/h     | 575 m                   |
| D             | 10      | Ahlem – Brunnenstraße – Leinaustraße – Am Küchengarten – Glocksee – Goetheplatz – Steintor – Hauptbahnhof/ZOB | 6,1 km  | 13       | 19,5 perc                 | 18,8 km/h     | 510 m                   |
| C             | 11      | Haltenhoffstraße – Christuskirche – Steintor – Kröpcke – Aegidientorplatz – Marienstraße – Hannover Congress Centrum – Zoo | 7,3 km  | 12       | 16,5 perc                 | 26,5 km/h     | 665 m                   |
| C (és D-Süd)  | 16      | Königsworther Platz – Steintor – Kröpcke – Aegidientorplatz – Marienstraße – Kinderkrankenhaus auf der Bult – Brabeckstraße – Kronsberg – Messe/Ost (EXPO-Plaza) alkalmi járat a Messe-re és más eseményekre                                                                         | 12,4 km | 20       | 25 min                    | 29,8 km/h     | 655 m                   |
| D (és A-Süd)  | 17      | Hauptbahnhof/ZOB – Steintor – Goetheplatz – Schwarzer Bär – Stadionbrücke – Bahnhof Linden/Fischerhof – Wallensteinstraße | 5,6 km  | 12       | 17 perc                   | 19,8 km/h     | 510 m                   |
| B             | 18      | Hauptbahnhof – Kröpcke – Aegidientorplatz – Peiner Straße – Bothmerstraße – Am Mittelfelde – Messe/Nord alkalmi járat a Messe-re | 8,6 km  | 13       | 17,5 perc                 | 29,5 km/h     | 715 m                   |

## Képgaléria

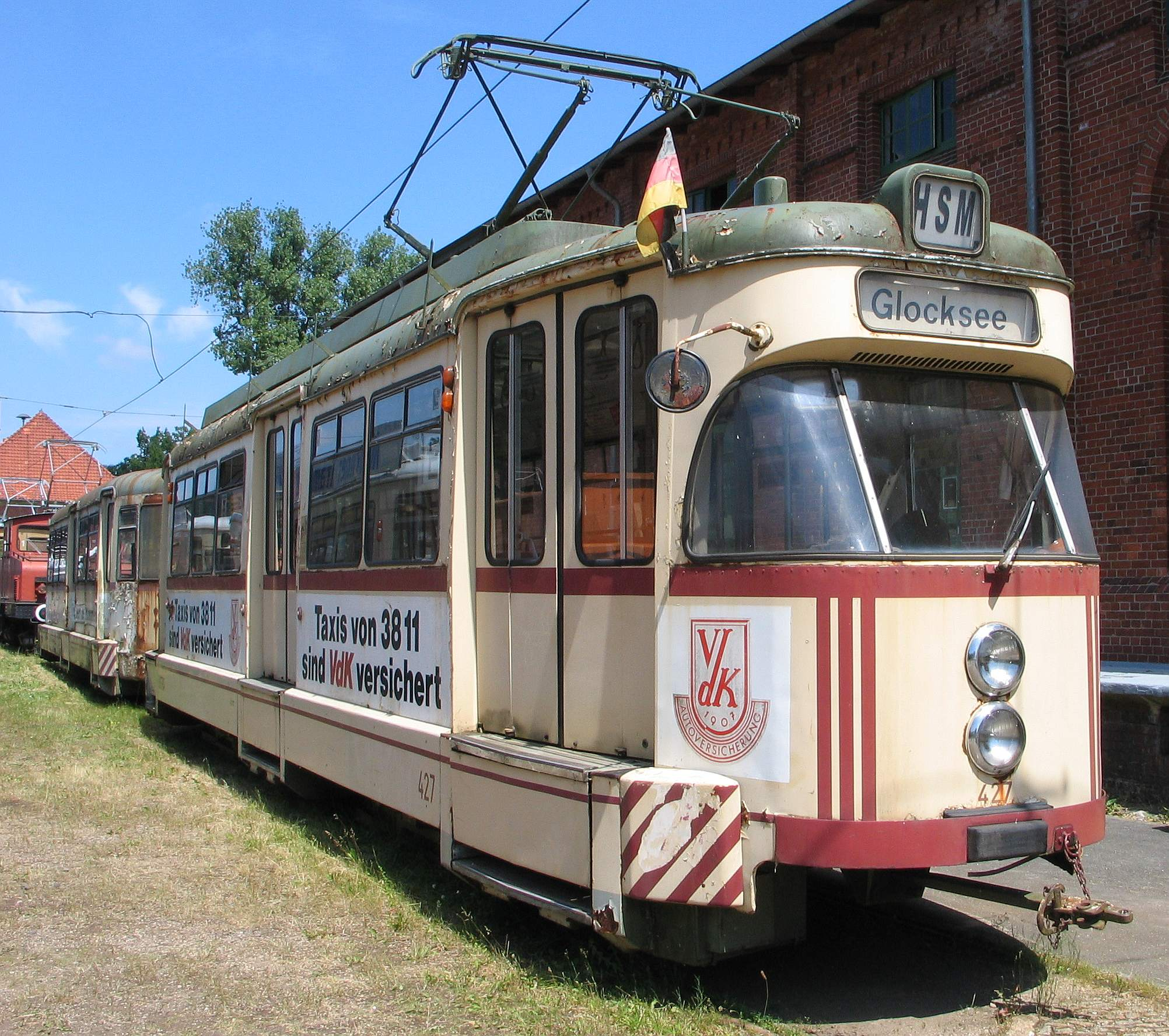
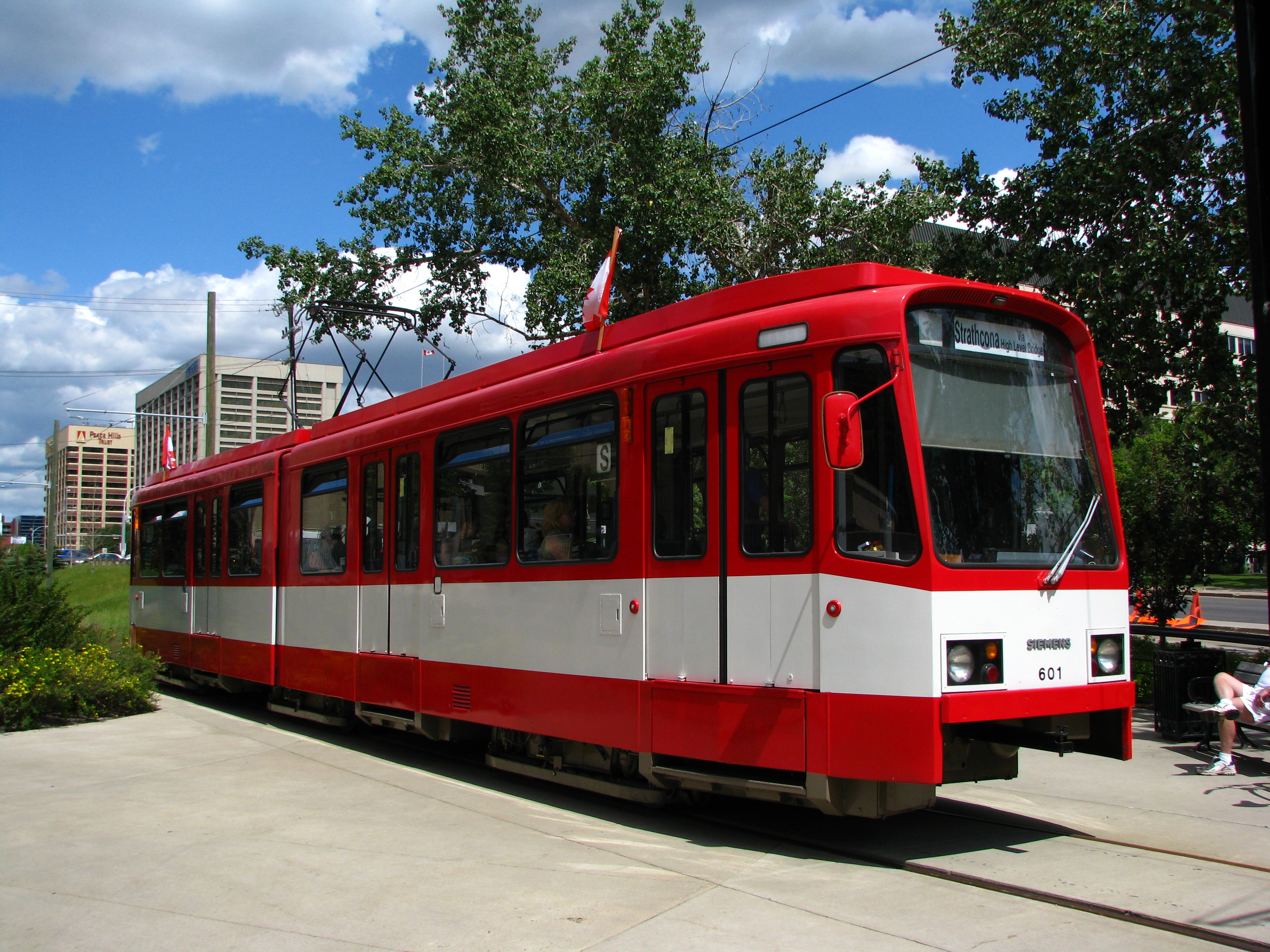
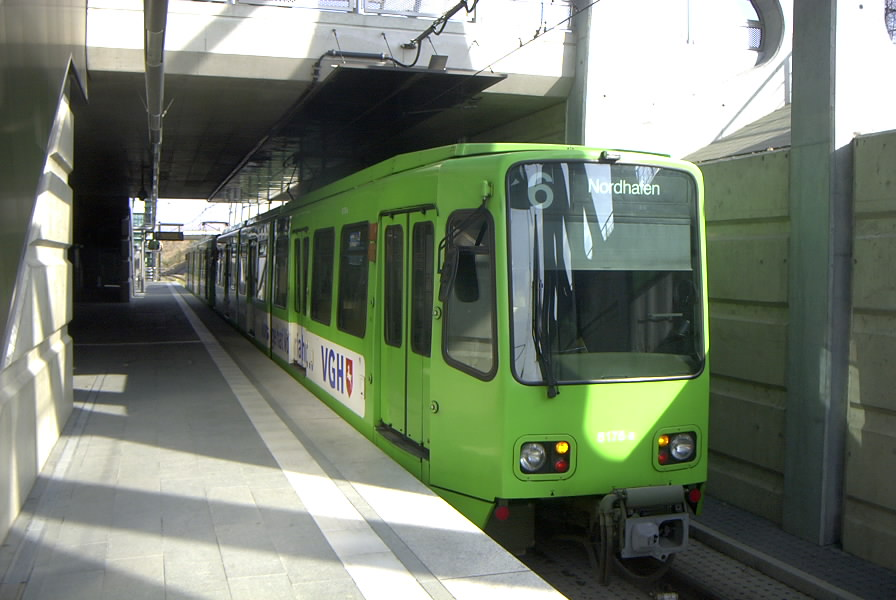
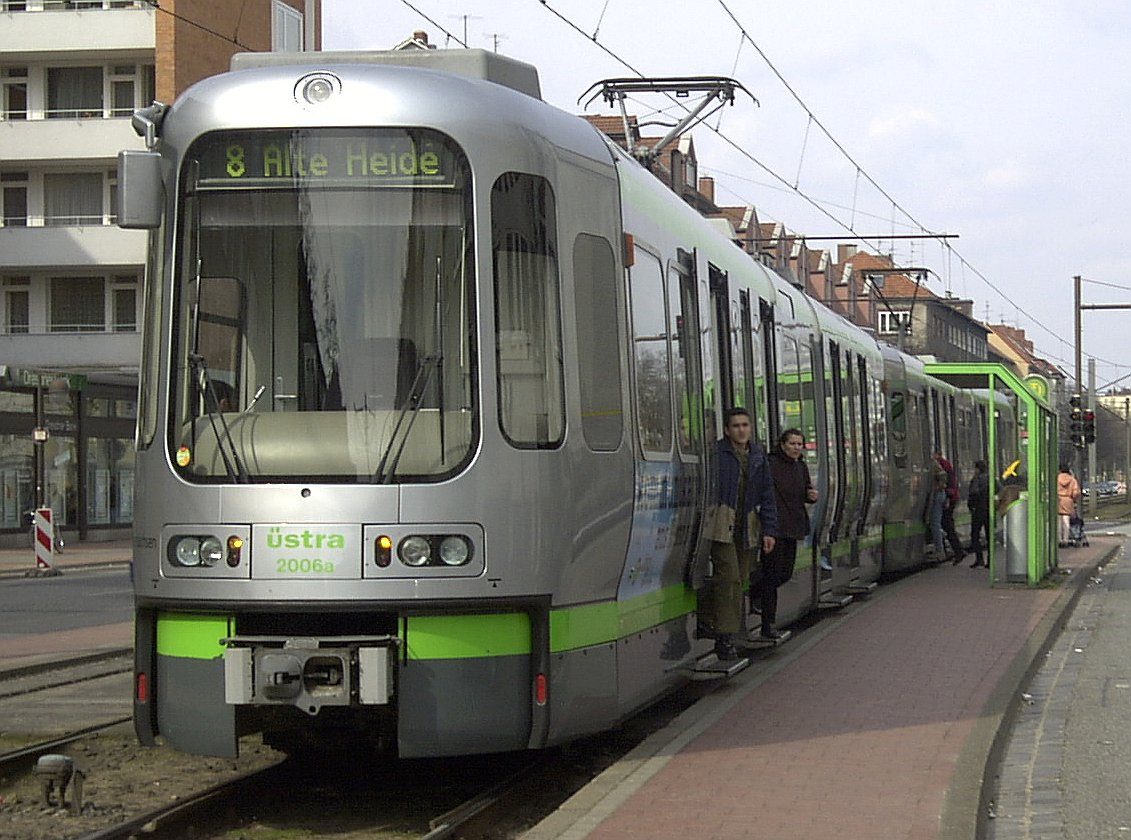
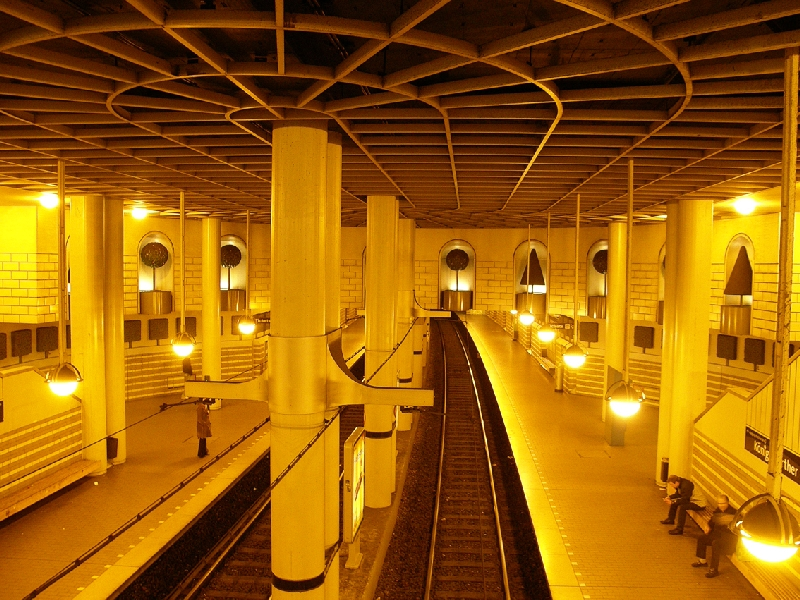